# Oryza glaberrima
Oryza glaberrima · Riz de Casamance, Riz africain
Espèce
Classification phylogénétique
Oryza glaberrima, le riz africain ou riz de Casamance, est une espèce de plantes monocotylédones de la famille des Poaceae, sous-famille des Oryzoideae, originaire d'Afrique. 
Ce sont des plantes herbacées annuelles aux tiges (chaumes) dressées ou géniculées ascendantes, pouvant atteindre 90 à 150 cm de long, aux inflorescences en panicules.
Le riz africain, compte tenu de son importance dans les domaines de l'agronomie, de la génétique ou de l'économie a fait l'objet de nombreuses études. Pour l'approche historique, Roland Portères, dont les travaux ont beaucoup porté sur la question, signale que la riziculture africaine a été pratiquée bien avant l'arrivée des Européens, du Cap-Vert au Lac Tchad, mais n'atteignant l'Océan Atlantique que du fleuve Sénégal au fleuve Bandama (actuelle République de Côte d'Ivoire) avec des cultures sporadiques à Axim (sud-ouest de l'actuelle République du Ghana). C'est donc à partir de telles évidences que le golfe du Bénin fut nommé  La « zone de civilisation de l'igname ». À l'ouest, se trouvait la « zone de civilisation du riz ». Mais, grâce aux travaux de l'historien Arthur Vido,,, nous savons désormais que le riz africain a été cultivé de façon intensive dans la prétendue « zone de civilisation de l'igname ». Grâce aux récits de voyage datant du début du 17ᵉ siècle et à la tradition orale, le chercheur béninois a montré la présence de la céréale au Ghana et en République du Bénin. La culture de cette plante s'est propagée en Afrique du Nord, du centre, de l'est, en Europe, en Asie et en Amérique.

## Noms vernaculaires
Autres noms : vieux riz, riz pluvial africain, riz flottant ; Baga-malé, le riz des Baga (Guinée)…

## Description
C'est un « riz rouge », par la couleur de ses caryopses, et des glumelles de certains de ses grains. En effet, les graines de biotypes visibles du riz africain (et asiatique) possèdent un péricarpe coloré, contenant des tanins d'anthocyanes, de catéchine…

## Distribution et habitat

Aire de répartition.

Oryza glaberrima est un riz originaire de l'Afrique de l'Ouest, plus précisément du delta intérieur du Niger (Mali), issu de l'espèce spontanée ancestrale, Oryza barthii A. Chev. Il a été domestiqué il y a environ 3 500 ans.

## Liste des sous-espèces
Selon Tropicos (22 avril 2017) (Attention liste brute contenant possiblement des synonymes) :
- sous-espèce Oryza glaberrima subsp. barthii (A. Chev.) de Wet
- sous-espèce Oryza glaberrima subsp. glaberrima
- sous-espèce Oryza glaberrima subsp. humilis Portères

## Culture
C'est l'une des deux espèces cultigènes d'Oryza L., qui est cultivée en riziculture inondée, dans les régions de Mopti et de Tombouctou, jusqu'au lac Tchad.
Le riz africain est semé (sans repiquage) et débute sa croissance avec les eaux pluviales, puis grandit pendant les crues qui peuvent atteindre une hauteur d'eau de 5 m, allongeant ses tiges en conséquence. Selon les variétés, le cycle de culture varie entre 90 et 130 jours, et 150 à 200 jours, nécessitant une inondation de 60 jours.
Lorsqu'une variété Oryza glaberrima est semée en pépinière (avril-mai) et plusieurs fois repiquées jusqu'à la récolte (septembre-octobre), c'est le « riz kobé » (ou cobé, nom Peuls) cultivé dans des mares et bas-fonds. Sa production est en diminution contre l'augmentation de celle de l'Office du Niger.
Le riz africain est un riz traditionnel commercialisé localement, il représente moins de 20 % de la superficie totale des rizières en Afrique de l’Ouest.
Moins productif que le riz asiatique, mais possédant des qualités de résistance, le riz africain est hybridé avec celui-ci, pour la création de nouveaux cultivars, comme les NERICA (Oryza sativa × Oryza glaberrima) au Centre du riz pour l'Afrique.

## Galerie

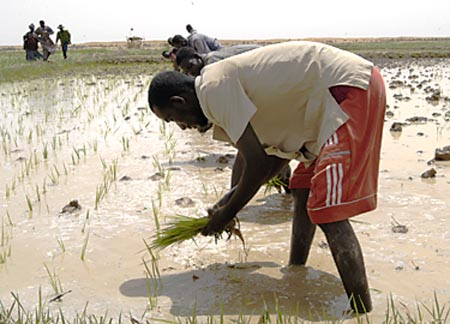
Une culture inondée au Mali, peut-être du riz kobé.
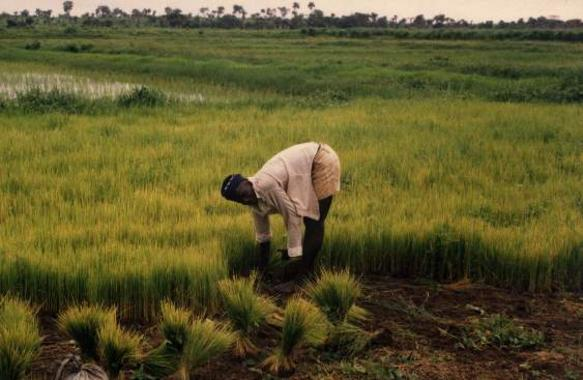
Projet FAO de culture du riz asiatique en Sierra Leone, à la station de Rolako, près de Makeni.
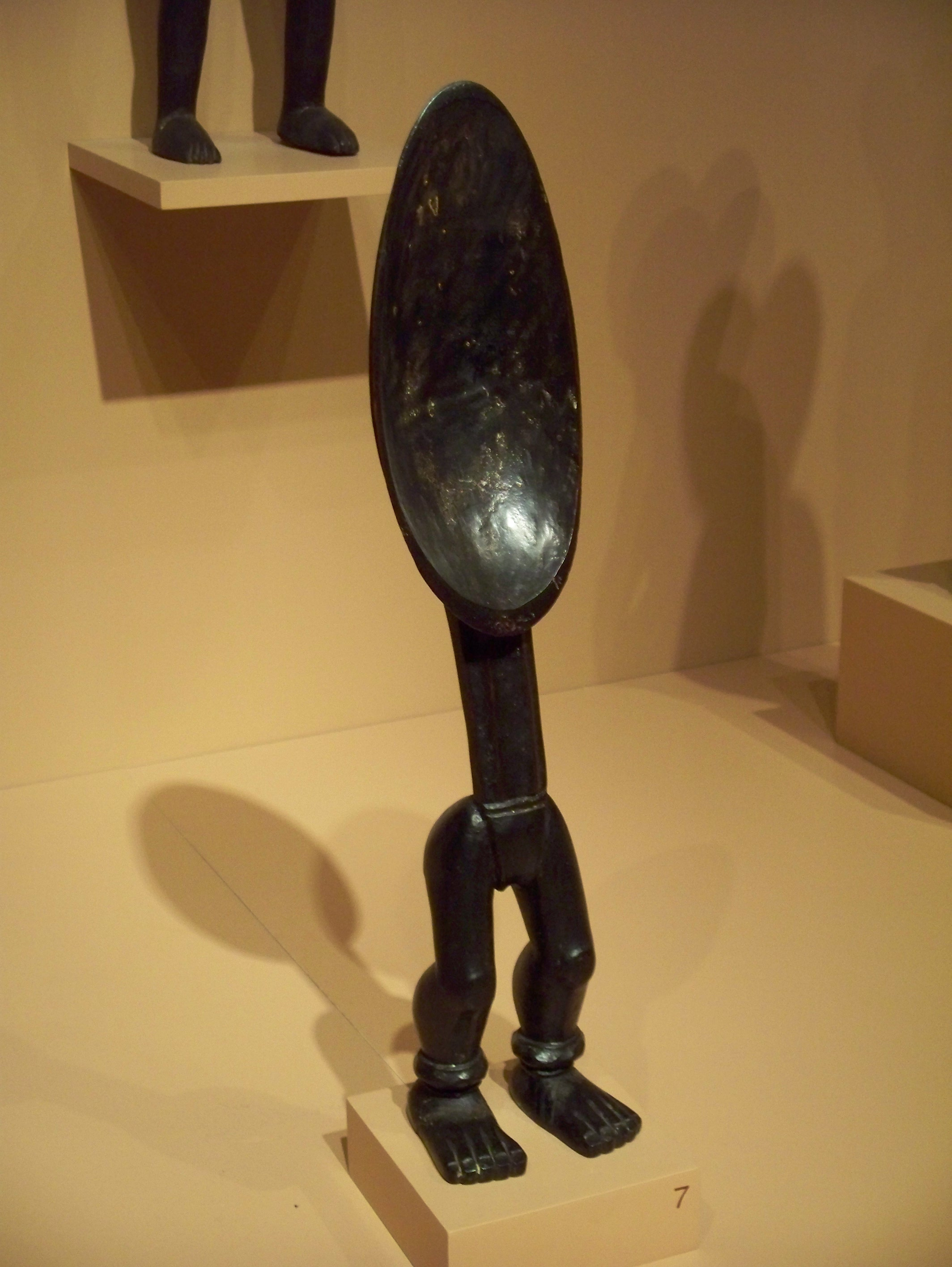
Cuillère à riz du peuple Dan.

## Ressources génétiques
- Centre du riz pour l'Afrique (AfriRice)